# Buphthalmum
Genre
Classification phylogénétique
Buphthalmum est un genre de plantes à fleurs de la famille des Asteraceae.

## Description
Ce sont des plantes herbacées vivaces aux feuilles alternes. L'inflorescence prend la forme d'une fausse fleur. La tête présente d'étroites bractées involucrales, des ligules jaunes et un disque de fleurons jaunes. Le fruit est un akène à aigrettes.

## Principales espèces
- Buphthalmum aquaticum L. 1753 (synonyme de Astericus aquaticus)
- Buphthalmum asteroideum Viv. 1824
- Buphthalmum flexile Bertol. 1854
- Buphthalmum grandiflorum L. 1753
- Buphthalmum maritimum L. 1753
- Buphthalmum nutans Vitman 1791
- Buphthalmum oleraceum Lour. 1790
- Buphthalmum salicifolium L. 1753, Buphtalme à feuilles de saule
- Buphthalmum sessile Mill. 1768
- Buphthalmum speciosum Schreb. 1766
- Buphthalmum spinosum L. 1753
- Buphthalmum succisifolium Brittinger